# Demos (álbum de Jorge González)
Demos es un álbum recopilatorio triple del cantautor chileno Jorge González, el cual incluye 53 demos grabados entre 1988 y 2014. Fue publicado el 21 de diciembre del 2016 y contiene, además, un libro de 32 páginas. Ambos trabajos fueron editados por sus hermanos Zaida y Marco.
Jorge González le confió íntegramente el proyecto a su hermano Marco González (quien a lo largo de los años guardó las cintas con sus demos) para que seleccionara y editara personalmente las canciones que compondrían el álbum. Muchas de las pistas que componen Demos están registradas en una grabadora de cuatro pistas y casetes. Gran parte de las canciones del álbum circulaban desde hace años, a menudo recopilados en bootlegs, debido a que el mismo González regalaba copias de sus casetes a sus seguidores y estos las difundían. Las canciones fueron masterizadas por Gonzalo González.
Las canciones «Ella estará desnuda», «Orgullo», «Es por ti», «Algo ilegal», «Sólo soñar» y «Camino tranquilo en el parque», del disco 2, habían sido publicadas anteriormente en 2002 en la página oficial de Los Prisioneros como material de avance/bonus del álbum Los Prisioneros (2003) y compiladas en el bootleg Algo ilegal! (2013). Cuentan con Miguel Tapia en la batería, a excepción de «Ella estará desnuda» que fue grabada íntegramente por González.

## Discos

### Disco 1
El Disco 1 contiene diecinueve temas grabados en Beaucheff 1435, la casa de González detrás del Parque O'Higgins, entre 1988 y 1991, es decir parte importante de aquel "disco perdido" entre La cultura de la basura y Corazones, también demos de algunas canciones de su primer álbum en solitario.

### Disco 2
El segundo disco contiene cortes de los vinchukas, la banda predesesora a Los Prisioneros que fueron remazterizadas por estos mismo en 2002 en el cajón del maipo después de los conciertos del estadio nacional, un cover de una canción cielo de bubby richard, también contiene cortes del álbum manzana de los prisioneros como también demos de canciones de este mismo álbum 

### Disco 3
El tercer disco esta lleno de varios demos de distintas épocas del cantauntor como lo son: los cortes y demos del álbum de libro, cortes del álbum del homónimo de los prisioneros, cortes y demos de mi destino y la canción inédita de "Jorge González con maquina, contestadora" la cual no pertenecía a ningún álbum 

## Lista de canciones
Todas las canciones escritas y compuestas por Jorge González, excepto donde se indica. 
| Disco 1 |                                  |          |  |
| N.º     | Título                           | Duración |  |
| 1.      | «Hombre» (1991)                  | 3:47     |  |
| 2.      | «Pastilla» (1991)                | 4:09     |  |
| 3.      | «Fe» (1991)                      | 3:39     |  |
| 4.      | «Guitarras viajeras» (1991)      | 3:13     |  |
| 5.      | «Mamá» (1991)                    | 3:17     |  |
| 6.      | «Volar» (1991)                   | 3:49     |  |
| 7.      | «Esas mañanas» (1990)            | 2:46     |  |
| 8.      | «G.A.T.O.» (1989)                | 4:04     |  |
| 9.      | «Soy lo peor» (1988)             | 4:35     |  |
| 10.     | «En forma de pez» (1989)         | 7:05     |  |
| 11.     | «Noches largas» (1992)           | 3:56     |  |
| 12.     | «Quiero verte otra vez» (1991)   | 4:38     |  |
| 13.     | «Fin de semana, otra vez» (1991) | 3:35     |  |
| 14.     | «En algún sueño» (1991)          | 2:50     |  |
| 15.     | «Nada» (1992)                    | 5:46     |  |
| 16.     | «Señora de la mañana» (1991)     | 5:30     |  |
| 17.     | «El día se va» (1991)            | 5:06     |  |
| 18.     | «Paola» (1991)                   | 4:05     |  |
| 19.     | «Mi amigo el león» (1991)        | 3:04     |  |
| 1:19:08 |                                  |          |  |

| Disco 2 |                                                           |          |  |
| N.º     | Título                                                    | Duración |  |
| 1.      | «Ella estará desnuda» (2003)                              | 3:03     |  |
| 2.      | «Cielo» (letra: Buddy Richard, música: Bobby Hebb) (1993) | 1:37     |  |
| 3.      | «Orgullo» (2002)                                          | 3:10     |  |
| 4.      | «Es por ti» (2002)                                        | 2:41     |  |
| 5.      | «Algo ilegal» (2002)                                      | 4:38     |  |
| 6.      | «Sólo soñar» (2002)                                       | 2:36     |  |
| 7.      | «Camino tranquilo en el parque» (2002)                    | 2:23     |  |
| 8.      | «No volver a amar» (1998)                                 | 5:27     |  |
| 9.      | «Tengo que parar» (1998)                                  | 3:50     |  |
| 10.     | «Llévame» (1998)                                          | 3:32     |  |
| 11.     | «La primera vez» (2007)                                   | 4:33     |  |
| 12.     | «La gente» (2007)                                         | 3:01     |  |
| 13.     | «Cae la lluvia en la colonia Roma» (2007)                 | 4:30     |  |
| 14.     | «Lucinda» (2004)                                          | 2:44     |  |
| 15.     | «Emigrar» (2004)                                          | 2:52     |  |
| 16.     | «Eres mi hogar» (2004)                                    | 4:42     |  |
| 17.     | «Nutria» (1995)                                           | 4:22     |  |
| 18.     | «Te amo» (2008)                                           | 4:05     |  |
| 19.     | «Navidad» (1996)                                          | 4:34     |  |
| 1:08:08 |                                                           |          |  |

| Disco 3 |                                                   |          |  |
| N.º     | Título                                            | Duración |  |
| 1.      | «Ahora» (2012)                                    | 2:37     |  |
| 2.      | «Malos caminos» (2008)                            | 2:50     |  |
| 3.      | «No hay mal que dure 100 años» (2008)             | 3:20     |  |
| 4.      | «Ella está conectada» (2008)                      | 3:54     |  |
| 5.      | «Corre como el agua» (1998)                       | 5:57     |  |
| 6.      | «Oscuros son los designios» (1994)                | 6:39     |  |
| 7.      | «La barca» (2014)                                 | 3:59     |  |
| 8.      | «Los buenos deseos» (2014)                        | 3:29     |  |
| 9.      | «La familia» (2014)                               | 2:41     |  |
| 10.     | «Báñate en sal» (2014)                            | 3:06     |  |
| 11.     | «Como te iba contando» (1994)                     | 2:13     |  |
| 12.     | «Cuidado» (2001)                                  | 4:44     |  |
| 13.     | «Paranoia» (2001)                                 | 6:37     |  |
| 14.     | «Mami» (2001)                                     | 5:07     |  |
| 15.     | «Jorge González con máquina, contestadora» (1994) | 7:25     |  |
| 1:04:47 |                                                   |          |  |